# Xã Gardner, Quận Cass, Bắc Dakota
Xã Gardner (tiếng Anh: Gardner Township) là một xã thuộc quận Cass, tiểu bang Bắc Dakota, Hoa Kỳ. Năm 2010, dân số của xã này là 107 người.